# District de Boussac
Le district de Boussac est une ancienne division territoriale française du département de la Creuse de 1790 à 1795.
Il était composé des cantons de Boussac, Chatelus, Genouillac, Gouzon et Jarnages.